# Уна (національний парк)
Національний парк Уна (босн. Nacionalni park Una) — національний парк у Боснії і Герцеговині. Розташований навколо верхньої течії річки Уна та річки Унаць. Цей парк утворений у 2008 році. Основною метою створення національного парку є захист річок Уна та Унаць. що протікають через нього.

## Географія
Зона захисту національного парку простягається на західній стороні від джерела Крка та струмка до його злиття з Уною на державному кордоні Боснії і Герцеговини з Хорватією, де межі парку проходять по річці Уна та по державному кордону до містечка Мартин Брод при злитті з річкою Унаць. На східній стороні межа парку проходить від входу річки Унаць до каньйону, декілька кілометрів вниз по течії від міста Дрвар, і пролягає вздовж річки аж до злиття з Уною поблизу містечка Мартин Брод. З цього місця межі парку проходять по річці Уна з правої сторони і  державному кордону Боснії і Герцеговини та Хорватії з лівої сторони до містечка Рипач, що знаходиться в декількох кілометрах вгору по течії від міста Бихач.

## Води парку
Головною окрасою парку є білі водяні пороги та водоспади. Найвідоміші водоспади знаходяться біля містечка Мартин Брод, де розпочинається популярне міжнародне змагання International Una Regatta, а також каскад водоспадів Штрбачкі Бук, що знаходиться далі по течії. По всьому парку, відвідувачі можуть насолодитися рафтингом, риболовлею, їздою на велосипеді, пішим туризмом та кемпінгом. Також популярні стрибки з міських мостів у Бихачі та Босанській-Крупі.

## Біологічна різноманітність
Національний парк Уна також відомий біологічною різноманітністю. Тут мешкають 30 видів риб, 130 видів птахів та інших тварин, у тому числі рись, лисиця, вовк та ведмідь.

## Туристична привабливість
Близькість до природних лісів гори Плєшивиця, що знаходиться на кордоні Хорватії та Боснії і Герцеговини, та до національного парку «Плитвицькі озера» у Хорватії робить парк Уна туристично привабливим місцем з можливістю спільного туристичного менеджменту.

## Галерея

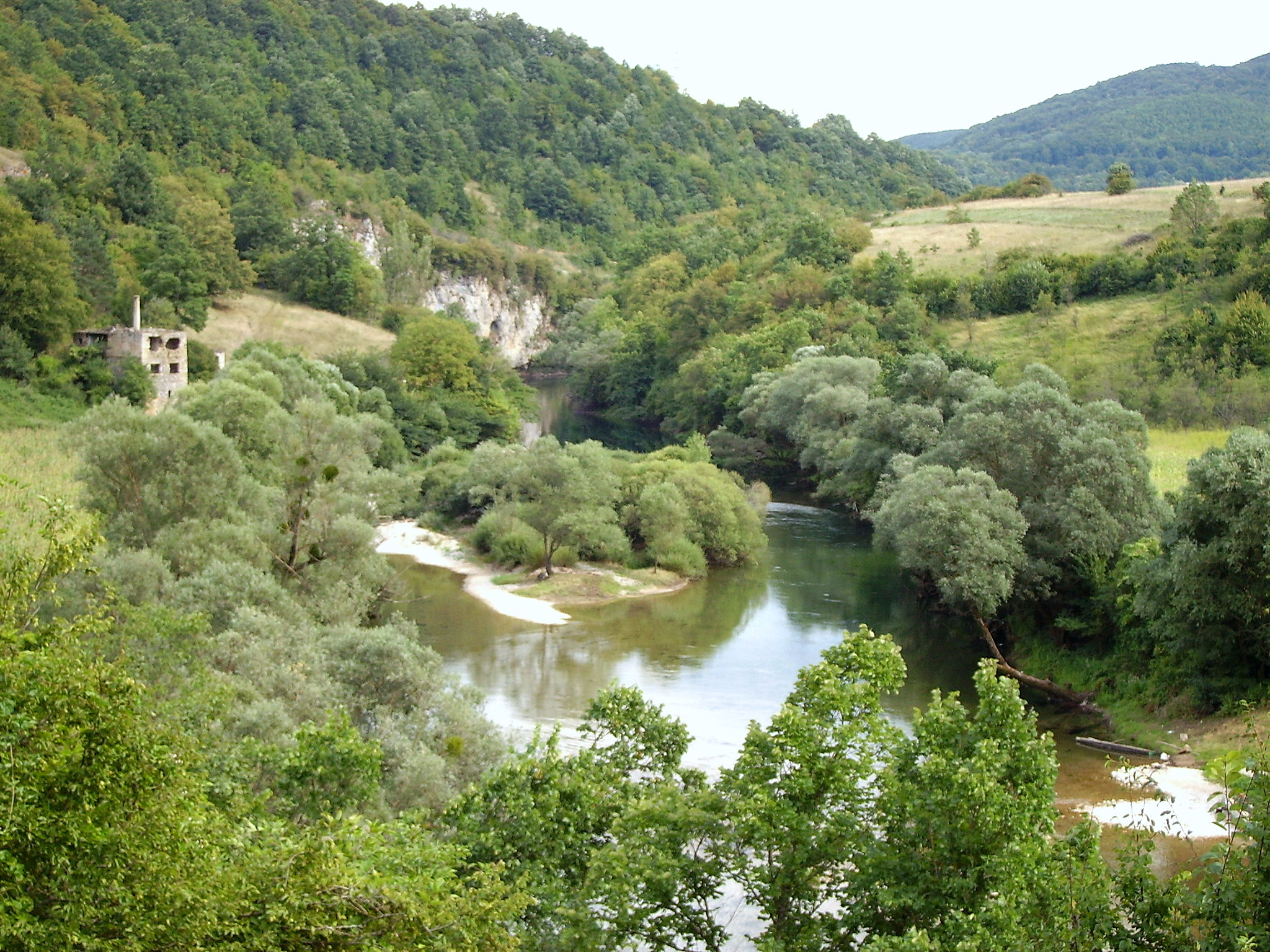
Каньйон річки Уна поблизу села Кулен-Вакуф
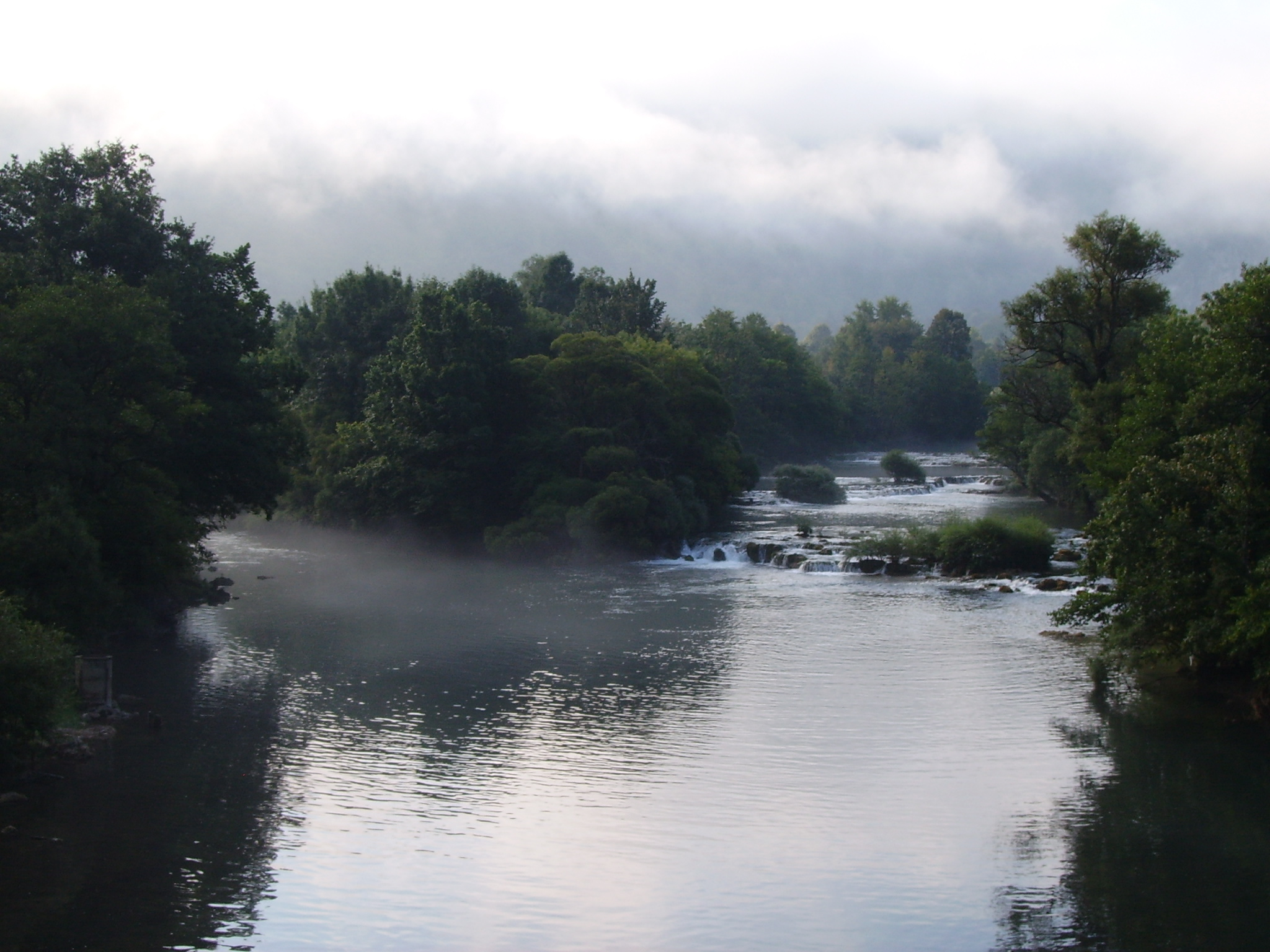
Злиття річок Уна та Унаць
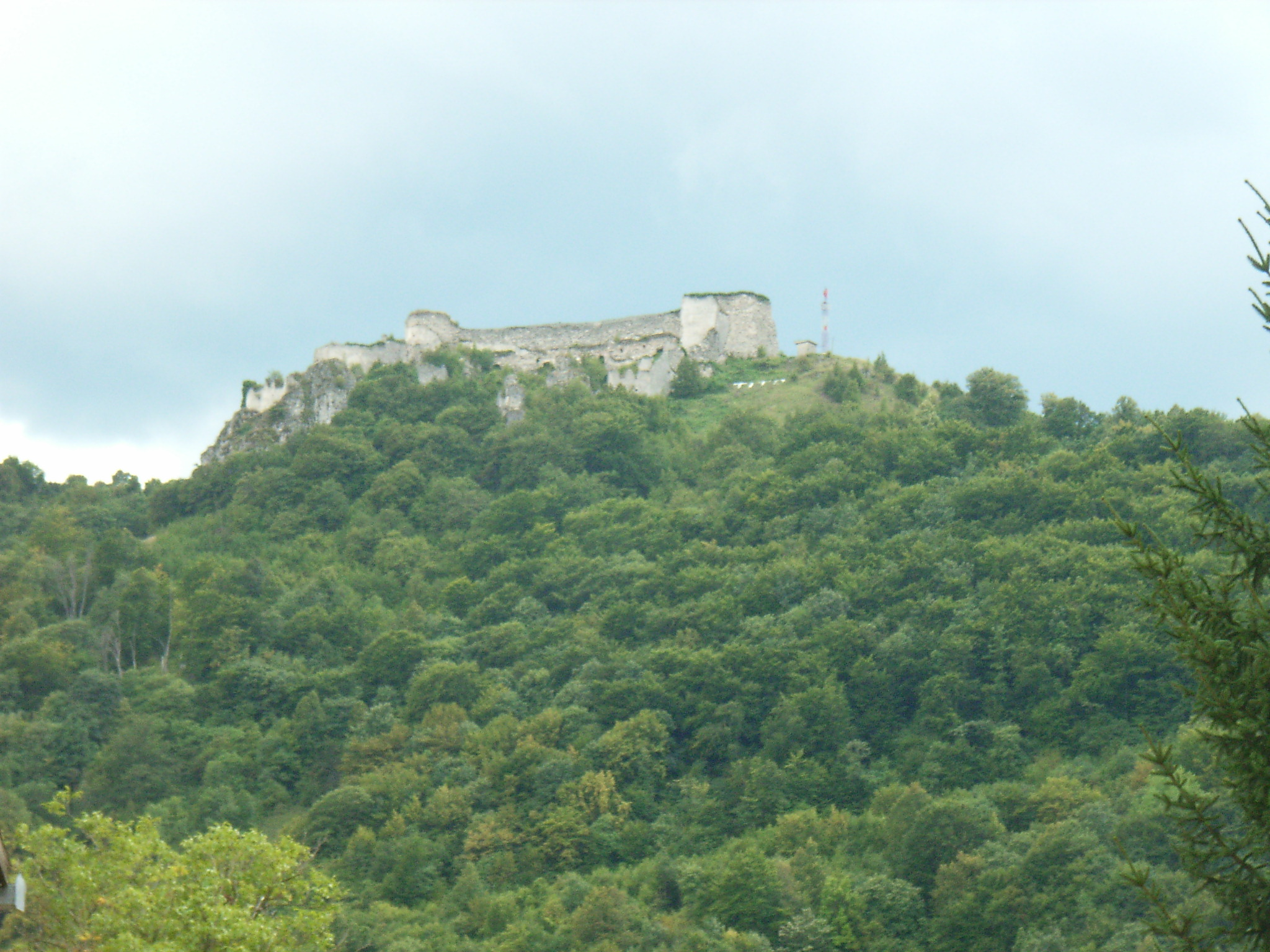
Замок Островиця